# Virginia Slims of Houston 1983
Virginia Slims of Houston 1983 — жіночий тенісний турнір, що проходив на закритих кортах з килимовим покриттям Astro Arena в Х'юстоні (США). Належав до Світової чемпіонської серії Вірджинії Слімс 1983. Тривав з 10 січня до 16 січня 1983 року. Перша сіяна Мартіна Навратілова здобула титул в одиночному розряді й отримала за це 28 тис. доларів США.

## Фінальна частина

### Одиночний розряд
Мартіна Навратілова —  Сільвія Ганіка 6–3, 7–6(7–5)
- Для Навратілової це був 3-й титул за сезон і 150-й — за кар'єру.

### Парний розряд
Мартіна Навратілова /  Пем Шрайвер —  Джо Дьюрі /  Барбара Поттер 6–4, 6–3
- Для Навратілової це був 4-й титул за сезон і 151-й — за кар'єру. Для Шрайвер це був 2-й титул за сезон і 36-й — за кар'єру.

## Розподіл призових грошей
| Дисципліна       | П       | F       | ПФ     | ЧФ     | 1/8    | Попер. коло |
| Одиночний розряд | $28,000 | $14,000 | $7,000 | $3,350 | $1,675 | $825        |